# Energy (Anna)
Energy è un singolo della rapper italiana Anna, pubblicato il 24 marzo 2023.

## Video musicale
Il video musicale, diretto da Late Milk, è stato reso disponibile contestualmente all'uscita del brano attraverso il canale YouTube della rapper.

## Tracce
Testi di Anna Pepe, musiche di Francesco Turolla e Lorenzo Bassotti.
1. Energy – 1:58